# T’Santsa
T’Santsa ist ein Fluss auf Anjouan, einer Insel der Komoren in der Straße von Mosambik.

## Geographie
Der Fluss ist einer der längeren Flüsse auf Anjouan. Er entsteht auf der Höhe über der Westküste bei Nounga und fließt nach Süden. Ein weiterer Quellbach entsteht bei Gnamboimro (⊙) und mündet dort westlich der Siedlung. Der Fluss verläuft in einer tief eingeschnittenen Schlucht, ermöglicht aber bei Mouana Mtanga (⊙) auch Bewässerungsfeldbau. Er mündet an der Südostspitze der Insel ins Meer.